# Jorge Prado García
Jorge Prado García   (Lugo, 5 de gener de 2001) és un pilot de motocròs gallec que ha estat dues vegades campió del món en la categoria MX2 i dues en la de MXGP. Al llarg de la seva carrera ha aconseguit molts altres èxits, entre ells 49 victòries en Grans Premis, 1 campionat del món júnior, 2 d'Europa i 1 d'Espanya. Actualment, competeix al mundial de MXGP amb l'equip oficial de Gas Gas, després d'haver-ho fet durant anys amb el de Red Bull KTM.

## Resum biogràfic
Jorge Prado començà a competir de ben petit, a sis anys, i va guanyar la seva primera cursa l'any següent. El 2010, a 9 anys, va guanyar el Campionat d'Espanya en categoria alevins 65cc i el 2011, el Campionat d'Europa i el del Món júnior de la mateixa cilindrada. El 2012, la seva família es va instal·lar a Lommel, Bèlgica, per tal que Jorge es pogués entrenar en les millors condicions. El 2015 va guanyar el Campionat d'Europa de 125cc a l'edat de 14 anys, rècord de joventut en aquest campionat.

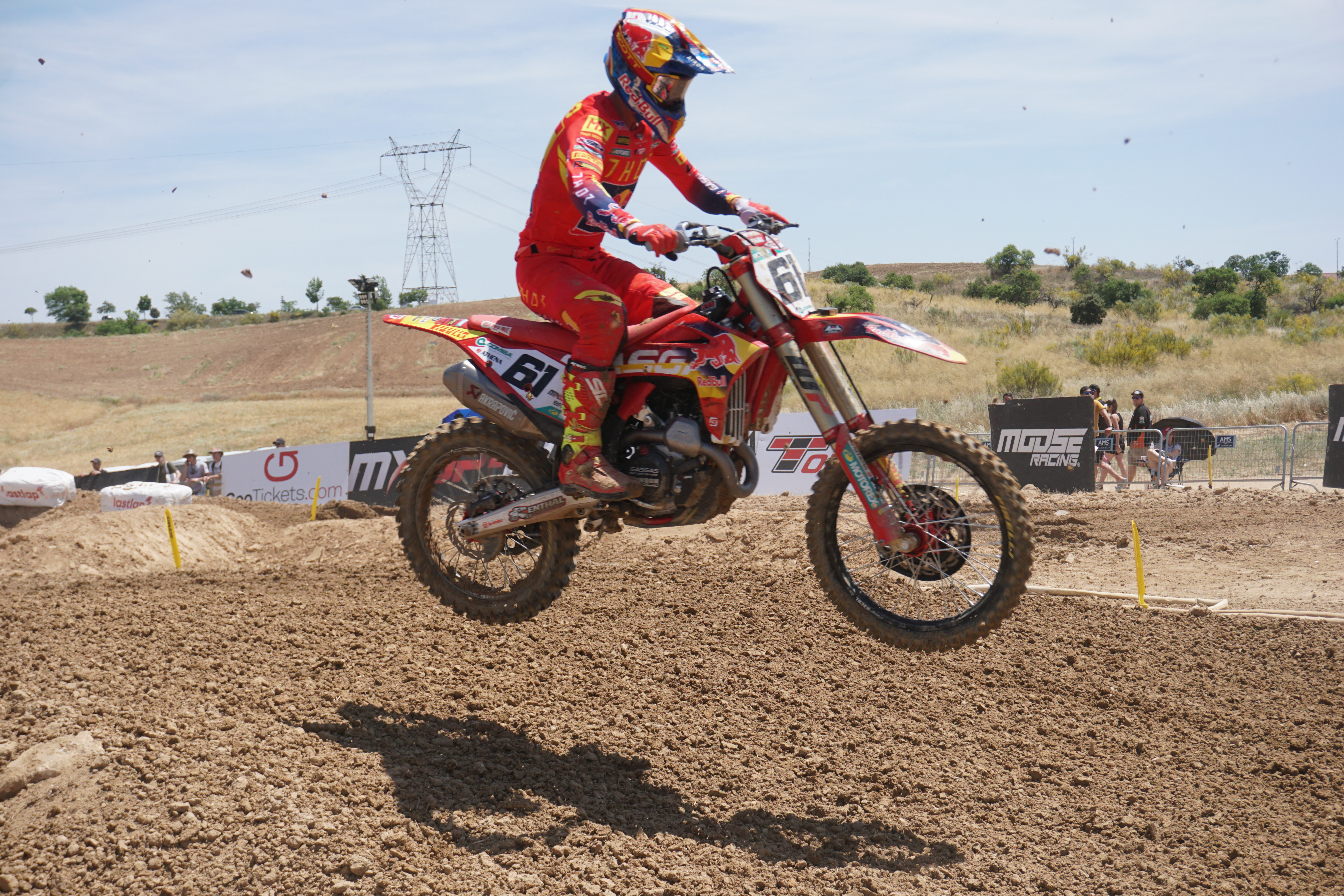
Jorge Prado al mundial de 2022

A finals de 2016 va passar al Campionat del món de MX2, tot disputant-ne els darrers Grans Premis. El 2017, la seva primera temporada completa al mundial, va guanyar tres Grans Premis i va fer dos podis més, cosa que li atorgà el setè lloc a la classificació final. El 2018, finalment, es proclamà campió del món d'aquesta categoria després de vèncer 12 dels 20 Grans Premis del calendari, amb victòria en 17 mànegues. Va revalidar el títol el 2019, amb 16 victòries de 18 Grans Premis i 31 mànegues guanyades.
La temporada del 2020 va canviar a la categoria "reina" del motocròs, MXGP. Aquell any ja hi aconseguí la seva primera victòria, concretament a Faenza el 9 de setembre, i acabà la temporada en sisè lloc final després de guanyar dos Grams Premis més.

## Palmarès al mundial de motocròs
A 12 de desembre de 2024
Font:
| Any          | Motocicleta  | MXGP | MX2 |
| ------------ | ------------ | ---- | --- |
| 2016         | KTM          | -    | 33è |
| 2017         | KTM          | -    | 7è  |
| 2018         | KTM          | -    | 1r  |
| 2019         | KTM          | -    | 1r  |
| 2020         | KTM          | 6è   | -   |
| 2021         | KTM          | 5è   | -   |
| 2022         | Gas Gas      | 3r   | -   |
| 2023         | Gas Gas      | 1r   | -   |
| 2024         | Gas Gas      | 1r   | -   |
| Total títols | Total títols | 2    | 2   |

#### Resultats per Gran Premi
(Llegenda)
| Any Campionat | Rda 1 | Rda 2 | Rda 3 | Rda 4 | Rda 5 | Rda 6 | Rda 7 | Rda 8 | Rda 9 | Rda 10 | Rda 11 | Rda 12 | Rda 13 | Rda 14 | Rda 15 | Rda 16 | Rda 17 | Rda 18 | Rda 19 | Rda 20 | Posició mitjana | % Podis | Posició |
| ------------- | ----- | ----- | ----- | ----- | ----- | ----- | ----- | ----- | ----- | ------ | ------ | ------ | ------ | ------ | ------ | ------ | ------ | ------ | ------ | ------ | --------------- | ------- | ------- |
| 2017 MX2      | 8     | 25    | 2     | 21    | 1     | 23    | 4     | 11    | 6     | 9      | DNF    | DNF    | 5      | 1      | 5      | 2      | DNF    | 1      | 8      | -      | 8,25            | 31%     | 7è      |
| 2018 MX2      | 11    | 2     | 2     | 1     | 1     | 2     | 4     | 1     | 2     | 1      | 1      | 3      | 1      | 1      | 1      | 1      | 1      | 6      | 1      | 1      | 2,20            | 85%     | 1r      |
| 2019 MX2      | 1     | OUT   | 1     | 1     | 1     | 1     | 1     | 1     | 1     | 1      | 1      | 1      | 1      | 1      | 1      | 3      | 1      | 1      | -      | -      | 1,11            | 100%    | 1r      |
| 2020 MXGP     | 10    | 9     | 7     | 17    | 3     | 5     | 1     | 3     | 3     | 2      | 9      | 1      | 3      | 1      | OUT    | OUT    | OUT    | OUT    | -      | -      | 5,28            | 57%     | 6è      |
| 2021 MXGP     | 7     | 5     | 4     | 4     | 1     | 4     | 2     | 2     | 10    | 2      | 9      | 14     | 2      | 13     | 13     | 6      | 7      | 5      | -      | -      | 6,11            | 28%     | 5è      |
| 2022 MXGP     | 2     | 3     | 3     | 1     | 3     | 12    | OUT   | 2     | 5     | 2      | 3      | 2      | 5      | 8      | 5      | 11     | 3      | 6      | -      | -      | 4,47            | 59%     | 3r      |
| 2023 MXGP     | 3     | 3     | 2     | 1     | 3     | 4     | 3     | 2     | 1     | 2      | 2      | 2      | 2      | 2      | 3      | 2      | 10     | 2      | 10     | -      | 3,00            | 84%     | 1r      |
| 2024 MXGP     | 1     | 1     | 1     | 1     | 13    | 1     | 4     | 1     | 3     | 10     | 1      | 4      | 2      | 2      | 1      | 2      | 3      | 1      | 1      | 1      | 2,64            | 80%     | 1r      |